# Petilla de Aragón
Petilla de Aragón (în spaniolă Petilla de Aragón) este un oraș și un municipiu din Spania, situat în provincia Navarra. Municipalitatea face parte din comarca Merindade de Sangüez. Enclavă: complet înconjurată de comarca Cinco Villas (provincia Zaragoza). Se întinde pe o suprafață de 28 km². Populația 30 de locuitori (in 2020).

## Demografie
Petilla de Aragón - evoluția demografică
| Anul | Populatia |
| ---- | --------- |
| 2015 | 34        |
| 2016 | 35        |
| 2017 | 34        |
| 2018 | 31        |
| 2019 | 31        |
| 2020 | 31        |
| 2021 | 30        |